# Strongylida
Strongylida (von griech. strongylos ‚rund‘) ist eine Ordnung der Fadenwürmer. In der neuesten Systematik sind sie zur Überfamilie Strongyloidea herabgestuft und in die Ordnung Rhabditida eingegliedert.

## Merkmale
Charakteristisch für die Ordnung ist die glockenartige Begattungstasche (Bursa copulatrix) am Hinterende männlicher Individuen, die den Anus und das Kopulationsorgan enthält. Die Begattungstasche wird von dorsalen, lateralen und ventralen Cuticula-Erweiterungen (sogenannten Lappen) gebildet, die von Muskelfortsätzen („Rippen“) gestützt werden. Sie dient der Fixierung der Weibchen bei der Kopulation. Männchen und Weibchen haben eine, meist an der Basis bezahnte Mundkapsel.
Die Entwicklung vom Ei bis zur dritten Larve findet in der Außenwelt statt. Die artenreiche Ordnung enthält zahlreiche medizinisch bedeutsame Parasiten des Magen-Darm-Trakts und der Lunge.

## Systematik
Die Strongylida werden in der klassischen Systematik in vier Überfamilien gegliedert:
- Ancylostomatoidea
- Strongyloidea
- Trichostrongyloidea
- Metastrongyloidea

In der 2022 von Hodda vorgelegten Systematik sind die Strongyliden herabgestuft worden. Sie sind dort als Überfamilie Strongyloidea in die Unterordnung Rhabditina (Ordnung Rhabditida) klassifiziert, weil sie sich evolutionär von dieser ableiten. Die drei übrigen Überfamilien der klassischen Systematik sind nunmehr Familien innerhalb der Strongyloidea.